# Epidemic Records
Epidemic Records is een hip-hopplatenlabel, opgericht door de producers Cool and Dre en wordt gedistribueerd door Jive Records.